# Darsalam Chérif
Ne doit pas être confondu avec Dar Salam ou Darsalam.
Darsalam Chérif est un village du Sénégal situé en Basse-Casamance. Il fait partie de la communauté rurale de Kataba 1, dans l'arrondissement de Kataba 1, le département de Bignona et la région de Ziguinchor.Darsalam Cherif est un foyer religieux fondé en 1913 par Cheikh Mahfouz ould Cheikh Abba.
Lors du dernier recensement (2002), la localité comptait 937 habitants et 130 ménages.

## Histoire
Darsalam Chérif est un village religieux fondé en 1913 par Cheikhna Cheikh Mahfouz Aïdara qui y repose depuis 1919[réf. nécessaire].